# Vocea României Junior
Vocea României Junior a fost o emisiune de talente din România, difuzată de Pro TV începând din 26 februarie 2017. Primul sezon s-a încheiat pe 9 aprilie 2017. Fiind bazată pe competiția muzicală The Voice of Holland, emisiunea a fost creată de producătorul de televiziune olandez John de Mol și face parte din franciza internațională The Voice Kids. Conceptul constă în găsirea de interpreți talentați cu vârste între 7 și 14 ani, începându-se printr-o etapă de audiții publice. Câștigătorul este determinat prin votul publicului din platou, care se realizează prin mesaje text. Premiul cel mare constă într-un trofeu și suma de 50 000€, obținută prin sponsorul Vodafone, depusă într-un cont bancar ce va deveni accesibil câștigătorului odată cu împlinirea vârstei de 18 ani. Câștigătoarea primului sezon este Maia Mălăncuș, din echipa Moga. Începând cu 2022, planurile pentru sezonul 3 nu au fost anunțate.
Emisiunea are un juriu format din 3 membri care analizează și aduc critici artistice constructive interpretărilor concurenților. Fiecare jurat pregătește o echipă de artiști și se află într-o competiție continuă cu ceilalți pentru a se asigura că învingătorul face parte din echipa sa și că, astfel, va deveni antrenorul câștigător.

## Istoric
Pro TV a anunțat în martie 2014 că intenționa să facă din sezonul 4 Vocea României o competiție pentru copii, însă și-a revocat decizia o lună mai târziu și a hotărât să continue producția variantei pentru persoane în vârstă de cel puțin 16 ani.
În februarie 2016, Pro TV a anunțat licențierea formatului The Voice Kids, urmând să producă o versiune pentru copii, intitulată Vocea României Junior, separat de cea pentru adulți, iar premiera a avut loc pe 26 februarie 2017.

## Regulament

### Etapa selecției
Indivizii care doresc să participe se înscriu pe situl web al emisiunii și se prezintă la preselecții, însoțiți de cel puțin un părinte sau tutore, la una dintre adresele menționate de post. Aceștia sunt triați în funcție de criteriile de eligibilitate stabilite de organizator, iar cei selectați sunt invitați la o serie de audiții în fața unor reprezentanți ai acestuia, care decid cine va participa la etapa televizată.

### Etapa participării

#### Audiții pe nevăzute
Trei jurați/antrenori, toți artiști notabili, își aleg echipele de concurenți printr-o serie de „audiții pe nevăzute”. Pe toată durata prestației fiecărui concurent (1–2 minute), fiecare jurat are timp să decidă dacă îl dorește în echipa sa. Dacă da, își întoarce scaunul cu fața la el prin apăsarea unui buton. Dacă mai mulți antrenori s-au întors cu fața către concurent, cel din urmă decide de care dintre aceștia dorește să fie îndrumat.

#### Confruntări
Fiecare echipă este îndrumată de antrenorul acesteia. În cea de-a doua etapă, etapa „confruntărilor”, antrenorii își asociază cei 9 concurenți în grupuri de câte trei, care vor cânta împreună. La finalul cântecului, toți jurații își exprimă părerile personale despre prestația celor trei, după care antrenorul decide care concurent va merge mai departe în concurs. Astfel, în fiecare echipă rămân 3 concurenți.

#### Semifinală
Fiecare concurent interpretează câte un cântec, iar, din fiecare echipă, favoritul antrenorului se califică în finală.

#### Finală
Cei trei finaliști interpretează câte 3 cântece. Cel ce obține cele mai multe voturi de la publicul din studio câștigă competiția.

## Personal
Prezentatorii emisiunii sunt Mihai Bobonete și Robert Tudor. Proiectele anterioare ale lui Bobonete la Pro TV cuprind roluri în diverse producții Pro TV, precum La bloc, La servici, Serviciul Român de Comedie, Vine poliția! și Las Fierbinți; Bobonete a prezentat și emisiunea Jocuri de celebritate. Tudor, magician de profesie, a fost finalist în sezonul 5 al emisiunii Românii au talent.
Juriul este format din Andra, Marius Moga și Inna. Înainte de Vocea României Junior, Andra a prezentat la Pro TV emisiunea de karaoke O-la-la și a fost jurat la Românii au talent, iar Moga a fost antrenor la Vocea României.
Emisiunea folosește și o formație de dans, COBO Dance Company (condusă de Andra „Cocuța” Gheorghe și Bogdan Boantă), începând cu etapa semifinalei. Orchestra live a emisiunii este condusă de Paul Ilea.

## Rezumatul sezoanelor

### Tabel sinoptic
| Legendă | Echipa Andra | Echipa Moga | Echipa Inna |

| Sezon | Premieră          | Final          | Câștigător    | Locul doi     | Locul trei       | Antrenor câștigător |
| ----- | ----------------- | -------------- | ------------- | ------------- | ---------------- | ------------------- |
| 1     | 26 februarie 2017 | 9 aprilie 2017 | Maia Mălăncuș | Karina Ștefan | Andrei Ciurez    | Marius Moga         |
| 2     | 8 iunie 2018      | 20 iulie 2018  | Maya Ciosa    | Maria Popa    | Olivia Alexandru | Andra               |

### Sezonul 1
Primul sezon Vocea României Junior a debutat pe 26 februarie 2017 și a luat sfârșit pe 9 aprilie. Juriul a fost compus din Andra, Marius Moga și Inna. Mihai Bobonete și Robert Tudor au prezentat emisiunea. Preselecțiile au avut loc în lunile martie și aprilie 2016, la Brașov, Timișoara, Iași, Cluj-Napoca și București.
Fiecare antrenor a avut dreptul de a califica trei concurenți în etapa semifinalei: